# Antonio Basoli

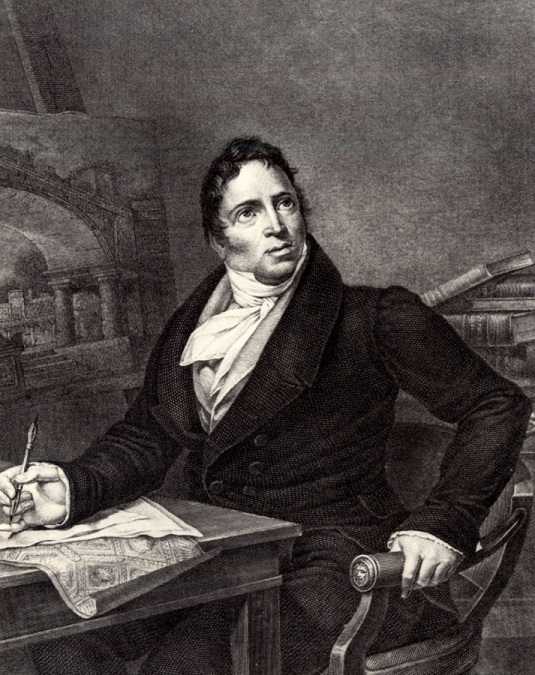
Antonio Basoli, bild från 1820

Antonio Basoli, född 18 april 1774 i Castel Guelfo di Bologna, död 30 maj 1843 i Bologna, var en italiensk målare och gravör, känd som en av de viktigaste företrädarna för nyklassicismen i sin hemstad Bologna.
Basoli arbetade i början av 1800-talet oftast tillsammans med sina bröder Luigi och Francesco. De försörjde sig huvudsakligen genom att arbeta som scenografer och dekoratörer samt formgivare av ridåer i olika teatrar i Bologna, såsom Teatro Comunale och Teatro Contavalli. Det är inte mycket av brödernas arbete som bevarats i teatrarna. Det mesta är känt genom en samling teckningar, akvareller och akvatinter av Basoli, de sistnämnda utgivna av honom med titeln Collezione di varie scene teatrali (Bologna 1821). Från och med 1801 arbetade Basoli även ensam, inledningsvis med att måla fresker i ett antal kända byggnader i Friuli. Han utvidgade successivt sitt verksamhetsområde till att omfatta även Milano, Neapel och Rom och påbörjade också en helt ny verksamhetsgren som formgivare av anfanger till olika praktverk. Mot slutet av sitt liv arbetade han allt oftare med oljemåleri, framförallt med motiv från antiken. Arbetet med anfanger kombinerat med ett livslångt intresse för arkeologi resulterade i ett "arkeologiskt alfabet" publicerat 1839 med titeln Alfabeto pittorico.

## Galleri

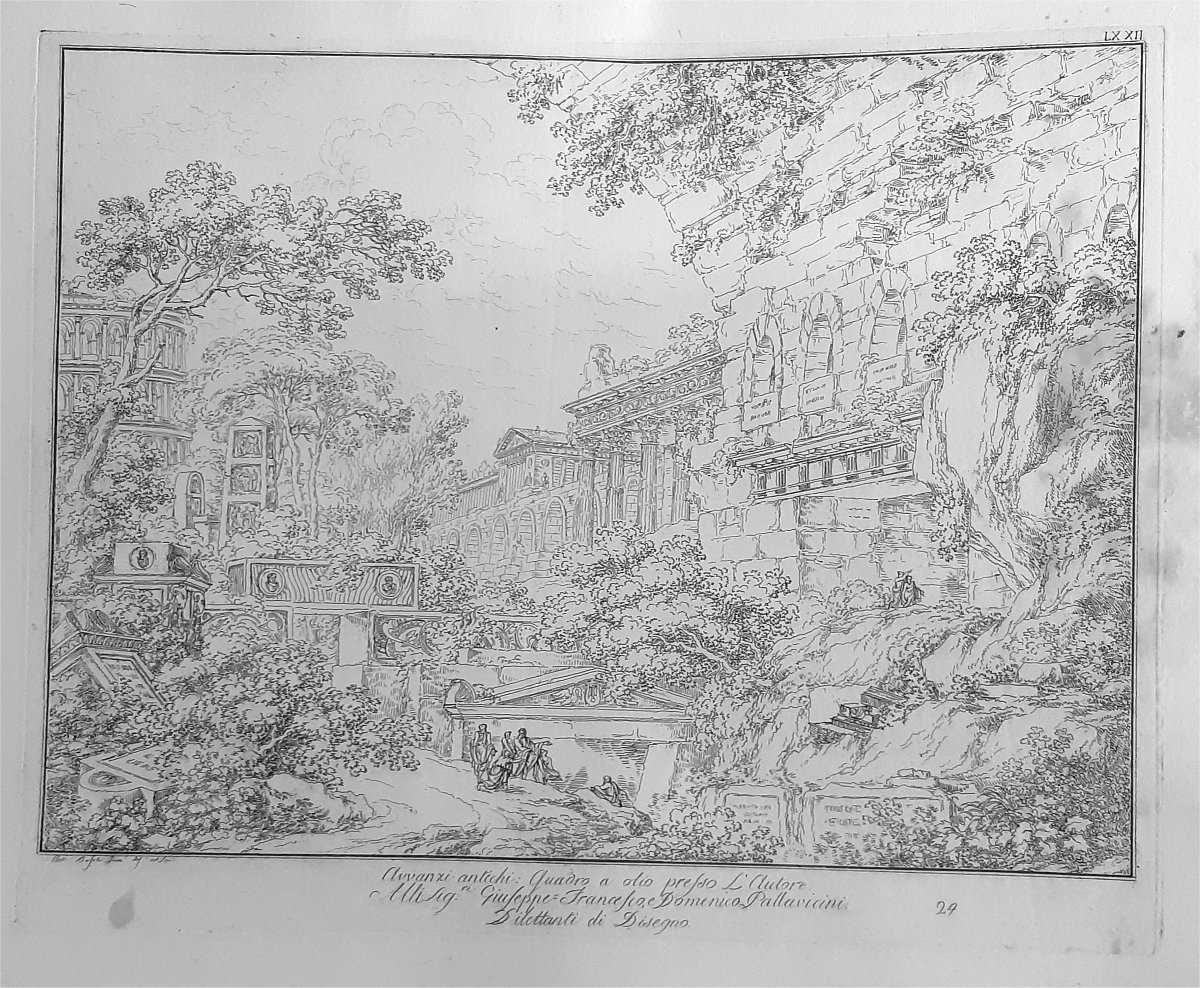
Litografi av landskap (c. 1800)
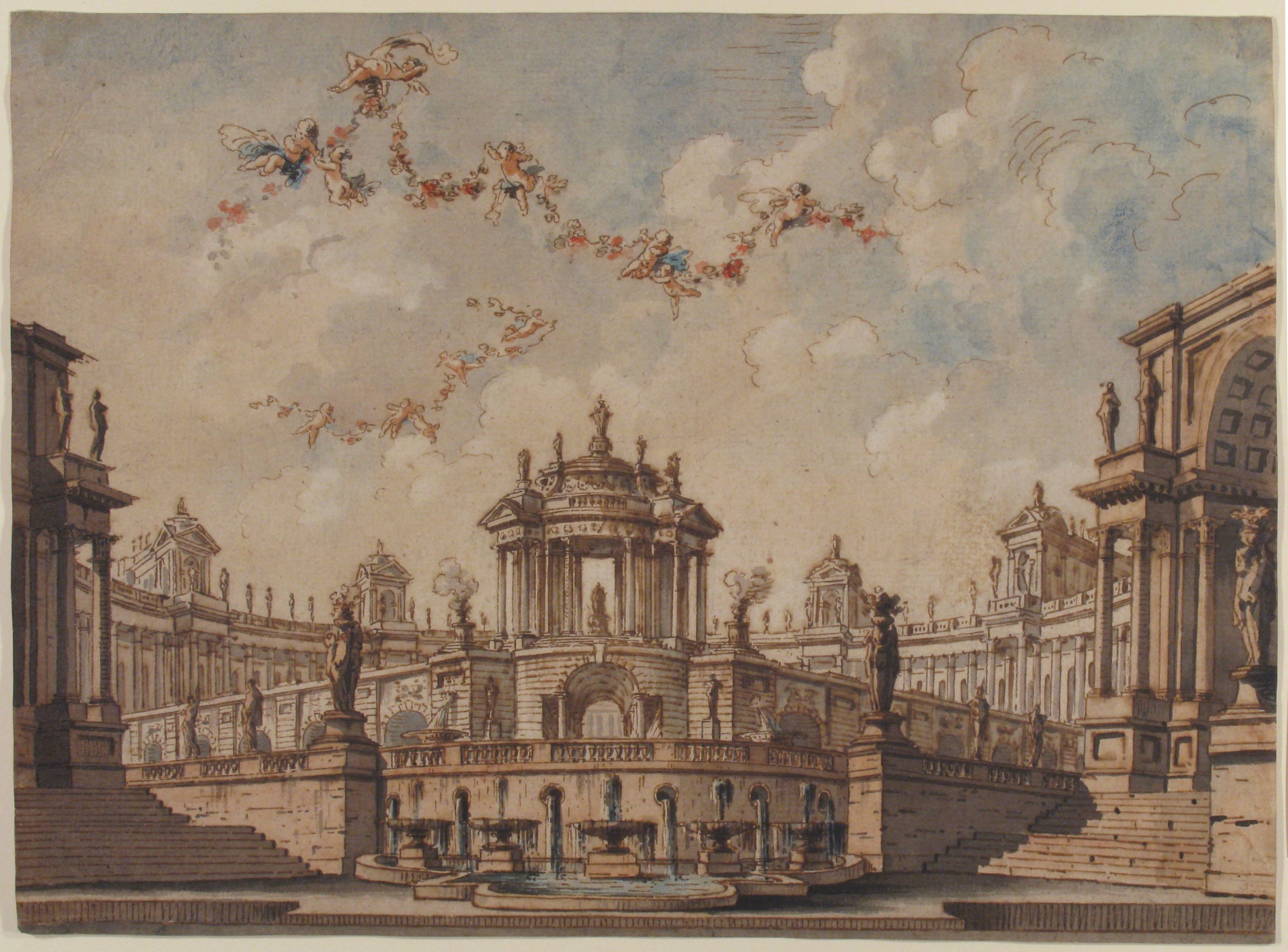
Design till scenografi
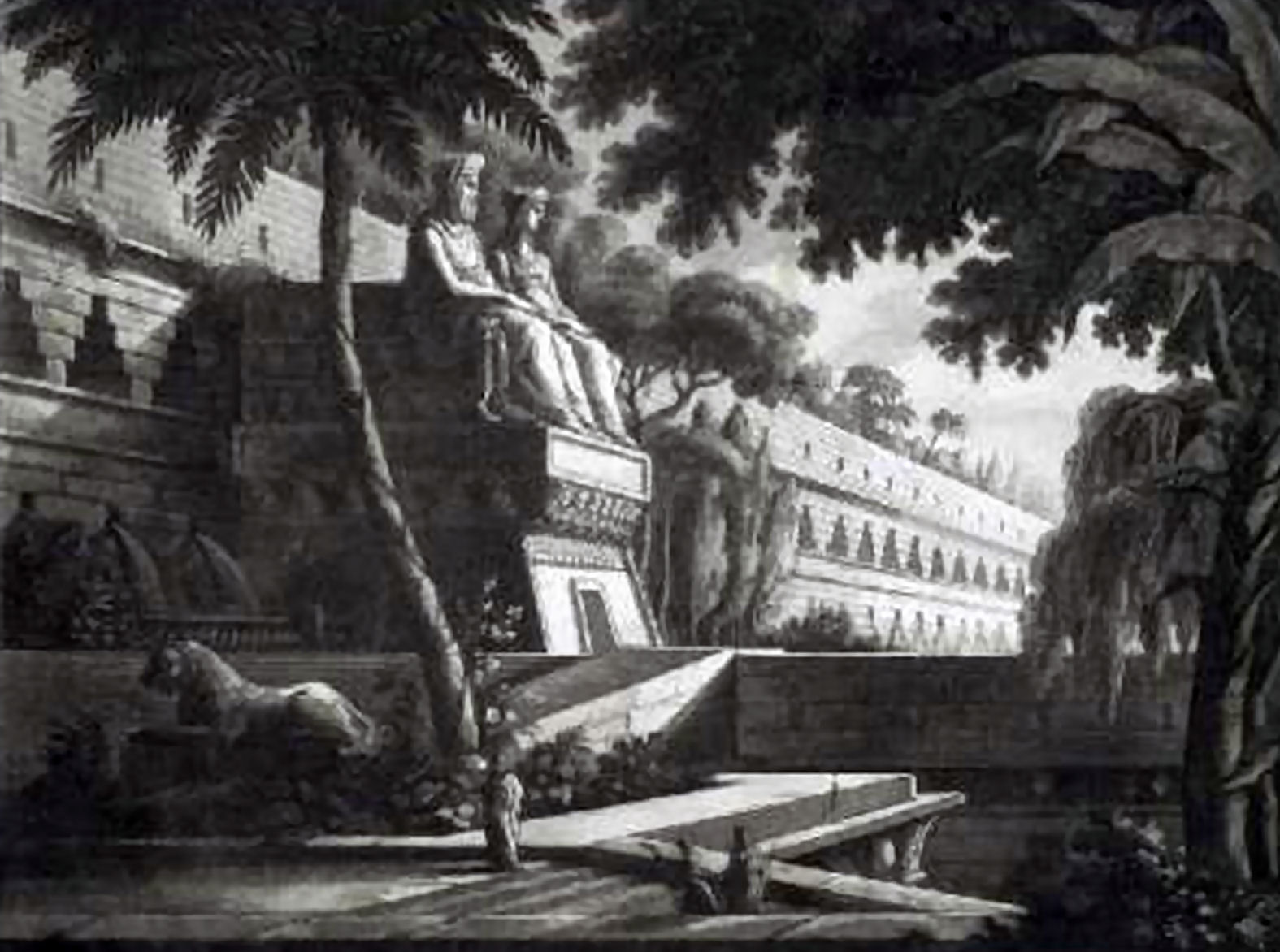
scenografi till Giacomo Meyerbeers opera Semiramide riconosciuta (1819)
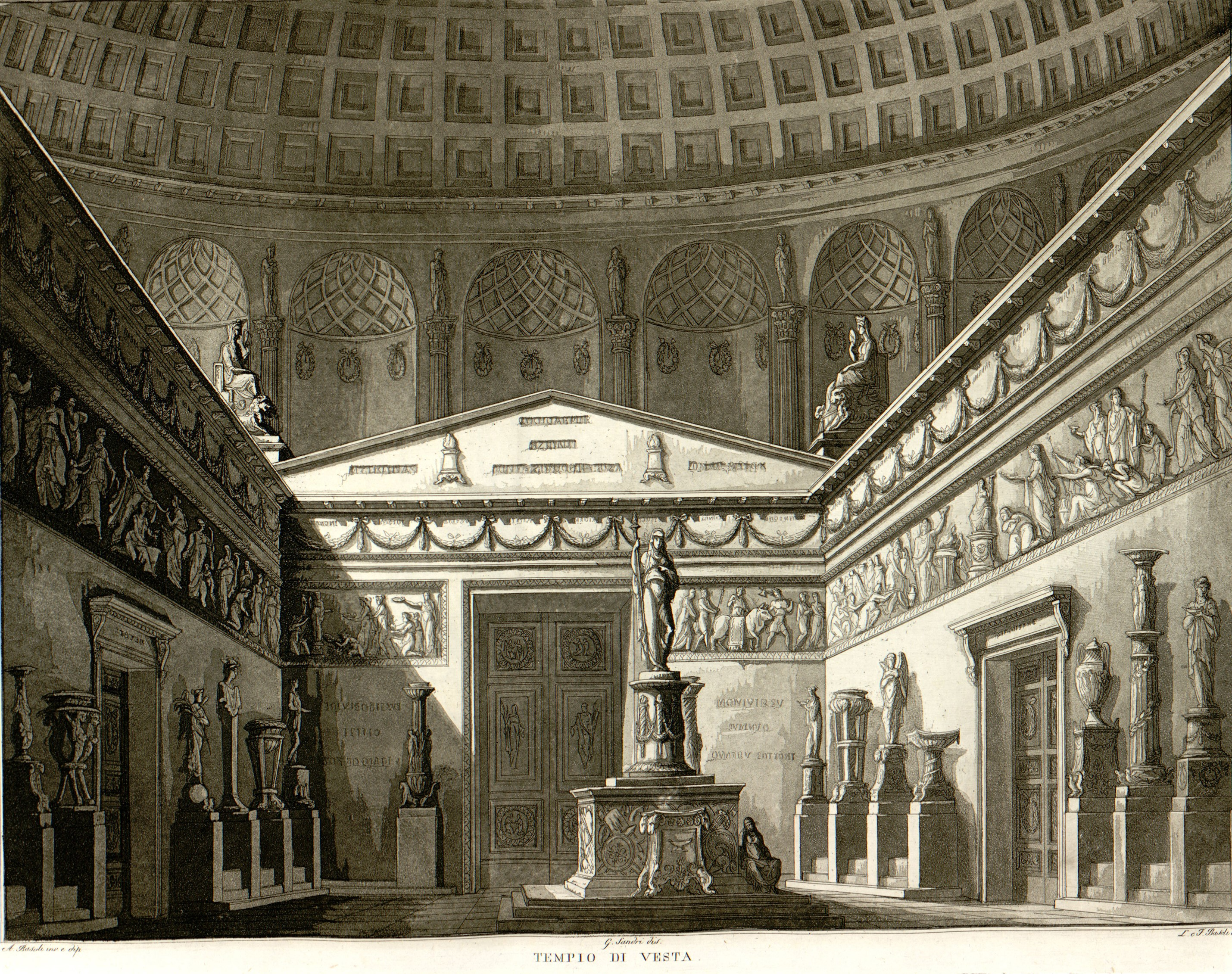
Vestas tempel, scenografi till La Vestale
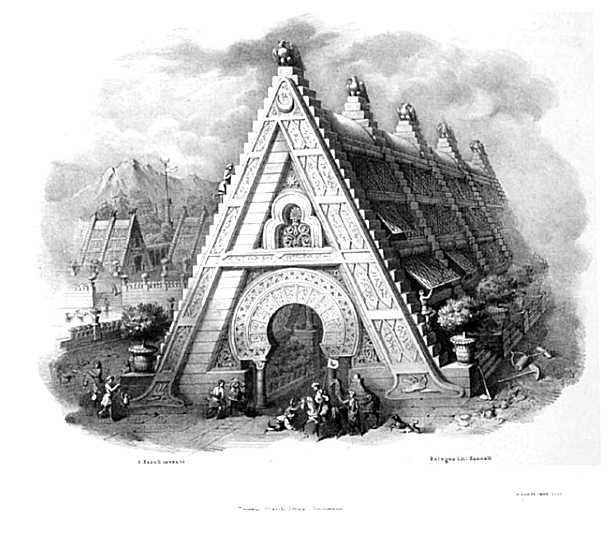
Bokstaven A i "arkeologiskt alfabet" (1839)